# Alysson japonicus
Alysson japonicus  (лат.) — вид песочных ос из подсемейства Bembicinae (триба Alyssontini). 
Палеарктика. Япония (остров Хонсю). 
Мелкие осы (5-8 мм). Первый членик жгутика усика примерно в 4 раза длиннее своей ширины у вершины. Буровато-чёрные с двумя жёлтыми пятнами на втором тергите брюшка. Жгутик усиков самок 11-члениковый, а у самцов 12-члениковый. Гнездятся в земле. Ловят мелких цикадок.